# Berliner-ballad
Berliner-ballad är en tysk komedifilm med drama och musikinslag från 1948 i regi av Robert A. Stemmle med manus av Günter Neumann, och med Gert Fröbe i sin första huvudroll. Fröbe spelar Otto Normalverbraucher, en före detta soldat som försöker anpassa sig till ett civilt liv i ett sönderbombat Berlin (se även "trümmerfilm"). Filmen har efter premiären även visats i Sverige under titeln Storstadsmelodi.

## Rollista
- Gert Fröbe – Otto Normalverbraucher
- Aribert Wäscher – Anton Zeithammer
- Tatjana Sais – Ida Holle
- Ute Sielisch – Eva Wandel
- O.E. Hasse – officer /öststrateg / väststrateg / begravningsbesökare
- Hans Deppe – Emil Lemke
- Karl Schönböck – radioreportern
- Herbert Hübner – herr Bollmann
- Alfred Schieske – herr Schneidewind